# Campionati del mondo di ciclismo su pista 2011 - Scratch maschile
La gara di scratch maschile ai Campionati del mondo di ciclismo su pista 2011 si svolse il 23 marzo 2011 su un percorso di 60 giri, per un totale di 15 km. Fu vinta da Kwok Ho Ting, che completò la prova in 17'28"635 alla media di 51,495 km/h.

## Podio
| Pos.    | Atleta         | Nazionalità |
| ------- | -------------- | ----------- |
| Oro     | Kwok Ho Ting   | Hong Kong   |
| Argento | Elia Viviani   | Italia      |
| Bronzo  | Morgan Kneisky | Francia     |

## Risultati
| Posizione | Atleta                      | Nazione       | Giri persi |
| --------- | --------------------------- | ------------- | ---------- |
| 1         | Kwok Ho Ting                | Hong Kong     |            |
| 2         | Elia Viviani                | Italia        |            |
| 3         | Morgan Kneisky              | Francia       |            |
| 4         | Carlos Uran                 | Colombia      |            |
| 5         | Unai Elorriaga Zubiaur      | Spagna        |            |
| 6         | Martin Bláha                | Rep. Ceca     |            |
| 7         | Cameron Meyer               | Australia     |            |
| 8         | Nicky Cocquyt               | Belgio        |            |
| 9         | Andreas Müller              | Austria       |            |
| 10        | Rafał Ratajczyk             | Polonia       |            |
| 11        | Bobby Lea                   | Stati Uniti   |            |
| –         | Ralf Matzka                 | Germania      | DNF        |
| –         | Wim Stroetinga              | Paesi Bassi   | DNF        |
| –         | Tristan Marguet             | Svizzera      | DNF        |
| –         | Berik Kupeshov              | Kazakistan    | DNF        |
| –         | Kazuhiro Mori               | Giappone      | DNF        |
| –         | Turakit Boonratanathanakorn | Thailandia    | DNF        |
| –         | Cristopher Mansilla         | Cile          | DNF        |
| –         | Sam Harrison                | Gran Bretagna | DNF        |
| –         | Ivan Savickij               | Russia        | DNF        |
| –         | Muhd Arfy Amran             | Malaysia      | DNF        |

DNF = Prova non completata